# Spongano
Spongano ist eine südostitalienische Gemeinde (comune).

## Geografie
Die Gemeinde hat 3431 Einwohner (Stand 31. Dezember 2023). Sie liegt in der Provinz Lecce in Apulien, etwa 41,5 Kilometer südsüdöstlich der Provinzhauptstadt Lecce im südlichen Salento.

## Geschichte
1103 wurde der Ort von Roger II. von Sizilien erwähnt. Die Gemeinde erlangte größere Bedeutung, als 1147, heute ein Ortsteil von Poggiardo, durch Wilhelm I. von Sizilien zerstört wurde. Dessen Bevölkerung floh ins Umland und ließ sich auch in Spongano nieder.

## Verkehr
Der Bahnhof von Spongano liegt an der Bahnstrecke Zollino–Gagliano Leuca.

## Persönlichkeiten
- Benigno Luigi Papa (1935–2023), Erzbischof von Taranto (Tarent)